# Marché du film de Cannes
Créé en 1959, le Marché du film de Cannes est le plus grand marché du film au monde et la plate-forme commerciale du Festival de Cannes.
Il a été créé par Émile Natan pour offrir aux professionnels de l'industrie cinématographique - producteurs, distributeurs, exportateurs et importateurs - un lieu et un temps de rencontre pour faire des affaires. 
Le Marché du Film est aujourd'hui un rendez-vous incontournable pour plus de 12'400 professionnels de l'industrie - dont 3'900 producteurs, 3'300 acheteurs et distributeurs et 1'000 programmateurs de festivals -, un lieu de rencontre entre pairs du monde entier et d'opportunités commerciales. Les professionnels du cinéma peuvent s'installer au Marché du Film en louant un stand au Palais, sur la Riviera ou à Lérins. 
Toutes les entreprises inscrites au Marché ont également la possibilité de réserver une projection de leur film sur l'un des 33 écrans disponibles au Palais et dans tout Cannes. Toutefois, les films produits avant le 1er janvier de l'année précédente et les films déjà présentés au Marché du Film ne sont pas acceptés.
De plus, le Marché du Film a développé, au fil des ans, des Industry Programs offrant des conférences, des sélections de films ainsi que des cocktails de réseautage. Au cours de ces activités et événements, les participants pourront découvrir les toutes nouvelles technologies XR, assister à des conférences sur un large éventail de sujets liés aux nouvelles tendances de l'industrie cinématographique ainsi que développer leur réseau.

## Histoire

### 1950
Avant la création du Marché du Film, il n'y avait pas d'espace alloué au représentant des maisons de production. C'est ainsi qu'ils ont commencé à louer des salles de cinéma à Antibes pour montrer leur film et organiser le commerce du droit cinématographique.
En 1950, Robert Favre Le Bret, directeur exécutif du Festival de Cannes, propose d'inclure ce marché parallèle dans le Festival de Cannes. Malheureusement, sa suggestion a été rejetée. 
Le Marché du Film a finalement été créé en 1959, par deux membres de la Chambre Syndicale des producteurs de Film Français, Émile Natan et Bertrand Bagge, sous l'autorisation d'André Malraux, ministre de la Culture, et Robert Favre Le Bret.
Émile Natan et Bertrand Bagge ont voulu profiter de l'influence internationale que le festival commençait à avoir en organisant des projections de films français pour les professionnels et ainsi développer des opportunités d'affaires pour le cinéma français. 
À Cannes Mémoires, Marcel Lathière écrivait à propos des premières éditions du Marché du Film : "Le succès a été tel que les associations étrangères de producteurs, distributeurs et exportateurs ont rapidement souhaité voir ce petit Marché devenir véritablement international". 
À l'époque, le Palais Croisette, qui accueillait le Festival de Cannes, ne disposait que d'une seule grande salle de projection et d'aucun espace de rencontre pour les professionnels. C'est pourquoi ils ont construit une salle de projection en toile, sur le toit du Palais.

### Années 1970
En 1979, le conseil municipal de Cannes décide de construire un nouveau Palais des festivals et des congrès en réponse au succès croissant du Festival du Film. Le nouveau bâtiment, un bâtiment de six étages conçu par les architectes Sir Hubert Bennett et François Druet[1], est construit sur le site du Casino municipal de Cannes à l'entrée du boulevard de la Croisette, à l'est du Vieux-Port.
La même année, Marcel Lathière, le nouveau directeur du Marché, est chargé du déménagement au Palais. Ce nouveau bâtiment a permis au Marché d'augmenter le nombre de salles de projection de 4 à 10 et d'accueillir un plus grand nombre de stands.

### Années 1980
En 1980, l'Association du Festival décide de créer le Secrétariat Général du Marché du Film sous la responsabilité de Michel Bonnet et Marcel Lathière.
Ils ont commencé à mettre en place lentement le Marché du Film en introduisant des tarifs pour les abonnements aux films ou pour la location d'un stand pour les professionnels au Marché du Film. 
En 1982, le nouveau Palais des Festivals et des Congrès est inauguré. 
En 1989, le Marché atteint plus de 2000 exposants et 600 projections.

### Années 1990
En 1995 : Jérome Paillard devient directeur général et poursuit l'expansion du Marché du film. Sa mission est d'amorcer l'expansion du Marché du Film afin de faire revenir les compagnies cinématographiques au Palais. 
En 1996, le Marché du Film a lancé pour la première fois un guide imprimé ("Le Guide") comportant un index des participants afin de concentrer l'information en un seul endroit. L'année suivante, le "Guide" est devenu disponible sur CD-ROM et est finalement devenu une base de données en ligne en 1999. Cette base de données est ce qui a précédé Cinando.

### 2000
La Riviera a ouvert ses portes en 2000, ajoutant 10 000 m² au Palais des festivals et des congrès. Ce nouveau bâtiment a permis au Marché du Film d'avoir plus de salles de projection ainsi que plus d'espace pour la représentation des sociétés de vente. 

### La fréquentation internationale du Marché
Au fil des ans, l'influence internationale du Marché du Film s'est accrue et des professionnels de l'industrie cinématographique de tous les continents y assistent maintenant.
Les trois principaux pays présents au Marché du Film en 2019 sont : les Etats-Unis (2'264), la France (1'943) et le Royaume-Uni (1'145). Alors que plus de la moitié des participants viennent d'Europe (avec une augmentation de 4% pour un total de 7 076 participants), la croissance la plus notable des participants vient d'Afrique (avec une augmentation de 22% pour un total de 175 participants).

### Dates clés
1959 : Premier Marché du film au Palais Croisette
1980 : création du Secrétariat Général du Marché du Film par l'Association du Festival. 
1982 : Inauguration du nouveau Palais des festivals et des congrès de Cannes
1996 : premier Marché sous la direction de Jérôme Paillard, lancement d'un guide imprimé "Le Guide" référençant l'ensemble des professionnels participant au Marché du film.  
1998 : Fondé en 1998, le MITIC (Marché international de la technologie et de l'innovation dans le cinéma) est devenu un événement annuel majeur pour les technologies émergentes.
1999 : Création de Cannesmarket.com, premier site du Marché du Film
Mai 2000 : ouverture d'une annexe au Palais de Festival et des congrès, la Riviera.
2003 : Lancement de Cinando, la plus grande base de données de l'industrie cinématographique. 

### Statistiques clés
Pays représentés :
54 (1992)
121 (2019)
Entreprises représentées :
1 010 (1992)
5 528 (2019)
Participants inscrits :
1 947 (1992)
3 105 (1996)
12 527 (2019)

## Industry Programs

### Meet the Streamers
En 2019, le Marché du Film a accueilli des plateformes de VOD et de Streaming pour offrir aux détenteurs de badges l'opportunité de les rencontrer et de mieux comprendre leur fonctionnement et leur modèle économique. 

### Fantastic 7
Fantastic 7 est une initiative conjointe du Marché du Film, Sitges - Festival International du Film Fantastique de Catalogne et de l'expert international Bernardo Bergeret. Fantastic 7 a été créé pour favoriser l'émergence de nouveaux talents et se connecter avec des partenaires commerciaux potentiels en créant un espace privilégié de dialogue et de réflexion soutenu par les principaux festivals internationaux du film fantastique. 

### Doc Corner & Doc Day
Le Doc Corner accueille les documentaristes avec une série d'ateliers, des vitrines de documentaires en cours, des rencontres avec des experts et des événements de réseautage.
Doc Day
Le Doc Day est un événement d'une journée à Cannes, en partenariat avec la Fondation Ford, pour réfléchir à la manière dont les films documentaires peuvent contribuer à sensibiliser l'opinion mondiale et à susciter un changement global. Il est composé d'exposés matin et après-midi, de tables rondes et de conférences sur des sujets d'actualité et d'actualité liés au documentaire.

### Frontières
Organisé par le Festival International du Film Fantasia en partenariat avec le Marché du Film - Festival de Cannes, Frontières est un marché international de coproduction et une plateforme de mise en réseau spécifiquement destinée au financement et à la coproduction de films de genre entre l'Europe et l'Amérique du Nord.) Il a débuté en 2012 à Fantasia et est maintenant le principal événement de l'industrie entièrement axé sur le cinéma de genre.
Frontières @ Cannes présente deux sélections de projets : Preuve de concept et vitrine des acheteurs Frontières.
Proof of Concept est la présentation où les projets en phase avancée de financement sont à la recherche de partenaires pour sécuriser les derniers éléments de leur budget en lançant leur projet. 
Frontiere Buyers Showcase est une vitrine où la sélection de travaux en cours ou de films achevés est présentée par leurs producteurs ou agents de vente. 

### Goes to Cannes
Cette section du Marché du Film offre à d'autres festivals de renom la possibilité de présenter un programme d'œuvres en cours de conservation qui recherchent activement des agents commerciaux, des distributeurs ou des sélections de festivals. 

### Industry Workshops
Les ateliers de l'industrie sont une série d'ateliers dirigés par des experts de l'industrie. Ils sont invités à venir partager des connaissances avancées et des mises à jour sur les tendances actuelles de la production, du financement et de la distribution de films. Le programme est ouvert aux professionnels de l'industrie. 

### Producers Network
Initié en 2003, le Producers Network vise à faciliter la mise en réseau des producteurs pour les aider à dynamiser leurs projets. Chaque année, le Producers Network accueille plus de 500 producteurs du monde entier pour une série de rencontres et d'événements uniques, tels que petits déjeuners, événements spéciaux et cocktails. 

### Mixers
Les mixers sont une série de cocktails thématiques de networking organisés par le Marché du Film. Ils rassemblent les acteurs clés du documentaire et du cinéma de genre, ainsi que les festivals et les agents commerciaux. 

### Next
Next est conçu pour être un programme consacré à tous les nouveaux modèles d'innovation tels que : blockchain, intelligence artificielle, start-ups, nouveaux entrants, nouveaux designers et nouvelles technologies dans le cinéma. 

### Cannes XR
Créé en 2019, cette section offre aux participants du Festival de Cannes et du Marché du Film l'opportunité de rencontrer les acteurs clés et les meilleurs talents de l'industrie du cinéma XR. 
Cannes XR (ou Cross Reality) c'est : 500 studios XR à destination de 40 000 professionnels. Son objectif est d'offrir une plateforme où les acteurs clés et les meilleurs talents de l'industrie du cinéma XR peuvent rencontrer les participants du Festival de Cannes et du Marché du Film et présenter les dernières expériences XR créées par leurs technologies.
Ce programme propose donc aux participants du Marché du Film des conférences axées sur la technologie VR, ainsi que des Showcases spécialisés avec des leaders de l'industrie (LBE, SDK).
Cannes XR possède aussi en son sein un espace Arcade ou 50 travaux immersifs sont présentés par les producteurs leaders de l'industrie. Enfin, Cannes XR propose des Hub Showcases autour de discussions, présentation et avant premières autour de la réalité augmentée.
"Il ne s'agit pas d'un festival au sein du Marché du Film mais plutôt d'un large panorama de ce qui se fait en VR." (Jérôme Paillard)

## Cinando
Cinando est la première plateforme web pour les professionnels du cinéma lancée en 2003 par le Marché du Film - Festival de Cannes. 
Cinando offre à ses membres une base de données importante et une vaste gamme de services pour les aider à promouvoir leurs projets, à trouver des partenaires potentiels et à se préparer aux marchés internationaux du film. 
Les membres de Cinando présentent activement leurs entreprises et collaborent avec d'autres : plus de 84 000 personnes, 37 000 entreprises et 64 000 films et projets font partie de la communauté.
En 2016, Cinando a lancé "Cinando Screeners", la solution de streaming B2B de nouvelle génération qui offre aux clients un environnement sécurisé pour télécharger et regarder facilement plus de 1'800 screeners disponibles en ligne. 
En plus des services disponibles toute l'année, les membres de Cinando sont informés des mises à jour des principaux événements cinématographiques tels que Sundance, l'EFM de Berlin, le Hong Kong Filmart, le Marché du Film à Cannes, le Festival International du Film de Toronto, l'Asian Film Market, le American Film Market et Ventana Sur. Cinando met à la disposition de ses membres des contacts, des profils, des films à vendre, des projets en développement et des horaires de projection pendant ces grands marchés cinématographiques.
L'équipe de Cinando met régulièrement à jour la base de données et accorde une attention particulière aux critères d'éligibilité de ses membres. En plus des filtres pour affiner les recherches et les outils de préparation aux marchés du film, Cinando offre à ses membres tous les services pour promouvoir les films en ligne ainsi qu'un vaste réseau pour communiquer avec leurs pairs.
Cinando existe actuellement en trois langues : Anglais, espagnol et mandarin et est disponible sur les téléphones de bureau et mobiles via l'application Cinando.